# منجم بلغة
منجم بلغة هو منجم تعدين مكشوف، بدأ إنتاجه في عام 2003. يقع في منطقة المدينة المنورة بالقرب من قرب من قرية بلغة.

## الاحتياط والإنتاج
تبلغ احتياطاته من خام الذهب القابل للتعدين 40 مليون طن بدرجة تركيز 1 جرام ذهب /طن وبنسبة استغلال 81 % للخام المؤكسد و53% للخام الصلب ويتم الترشيح عن طريق إذابة الذهب من أكوام الخام. ويقدر الإنتاج الكلي بنحو 817000 أوقية (حوالي 25000كجم)، وبلغ إنتاج الذهب حوالي (43.299) اونصة و(4.297) اونصة فضة في العام 2007.

## الموقع
يقع بالقرب من بلغة ديرة البدارين من بني عمرو من قبيلة حرب، يقع منجم بلغة على بعد 70 كم إلى الجنوب الغربي من منجم الصخيبرات. ويبعد عن المدينة المنورة حوالي 210 كم .